# Макс Брэнд
Макс Брэнд (29 мая 1892 — 12 мая 1944), настоящее имя Фредерик Шиллер Фауст, некоторые другие псевдонимы George Owen Baxter, Evan Evans, David Manning, John Frederick, Peter Morland, George Challis, Frederick Frost (всего 19) — американский писатель, считающийся одним из лучших авторов, работавших в жанре вестерн. Всего им написано около 500 произведений, из них 300 — в данном жанре.
Фауст родился в Сиэтле, рано потерял родителей и вырос в центральной Калифорнии, работая пастухом на одном из многочисленных ранчо в долине Сан-Хоакин. Позже учился в Калифорнийском университете в Беркли, где начал писать для студенческих изданий, поэтических журналов, а иногда и для газет. Он не получил учёной степени по окончании учёбы, так как прослыл нарушителем правил, после чего много путешествовал. В 1915 г. Фредерик поступил на службу в канадскую армию, но в следующем году дезертировал и перебрался в Нью-Йорк. В 1910-х годах Фауст продавал рассказы в журналы Фрэнка Манси, включая All-Story Weekly и Argosy Magazine. Когда Соединённые Штаты вступили в Первую мировую войну, Фауст попытался поступить на военную службу, но ему отказали. Он женился на Дороти Шиллиг в 1917 г., в браке родилось трое детей. В 1921 г. перенёс тяжёлый сердечный приступ и до конца жизни страдал от хронической болезни сердца. В 1920-х годах Фауст много писал для палп-журналов, особенно для еженедельника Street & Smith's Western Story Magazine, в который он приносил более миллиона слов в год, часто публикуя по два сериала и короткий роман в одном выпуске под разными псевдонимами. Некоторые псевдонимы использовались для отождествления с определённым типом историй, как, например, Джордж Чаллис для исторических книг об авантюристах-головорезах. Но Макс Брэнд был, безусловно, наиболее часто используемым и самым популярным из множества личностей Фауста, ведь изначально был создан исходя из теории драматурга Софи Тредвелл о том, что удачный псевдоним всегда должен состоять из двух односложных слов с одинаковым гласным звуком в каждом. Её теория применительно к Максу Брэнду оказалась абсолютно верной. Имея стабильно высокий доход от публикаций в палп-журналах, Фауст однако своим истинным призванием считал поэзию и пренебрежительно относился к своему коммерческому успеху. Он был чрезвычайно образованным человеком и неплохим классическим поэтом, используя своё собственное имя только для публикации стихотворений. В поисках места жительства, способствующего созданию эпической поэзии, он поселился в Италии, купив виллу на берегу Арно с видом на место возникновения Возрождения. Утром он яростно стучал по пишущей машинке, создавая свои коммерческие истории. После полудня растягивался в кожаном кресле с гусиным пером в руке и работал над стихотворениями с такими названиями, как «Дионис в Аиде». По вечерам учил греческий язык, чтобы читать Гомера в оригинале. Начиная с 1934 г. Фауст начал публиковать свои произведения и в высококлассных глянцевых журналах, которые оплачивали его работы лучше, чем палп-журналы. В 1938 г., в связи с политическими событиями в Европе, Фауст вернулся с семьёй в США, поселился в Голливуде, работая сценаристом на ряде киностудий. В какой-то момент Warner Brothers платила ему 3000 долларов в неделю (в то время, когда это могло быть годовой зарплатой среднего рабочего), а также Фауст нажил состояние на том, что MGM экранизировала его рассказы про доктора Килдэра. Он был одним из самых высокооплачиваемых писателей того времени. Когда разразилась Вторая мировая война, Фауст настоял на том, чтобы внести свой вклад в борьбу с нацизмом, и, несмотря на то, что писатель находился уже в зрелом возрасте и имел проблемы с сердцем, ему удалось стать военным корреспондентом, освещающим итальянскую кампанию. 12 мая 1944 г., сопровождая в бою взвод пехотинцев и находясь под сильным артиллерийским обстрелом, Фауст был ранен в грудь осколками снаряда и погиб на поле боя. Ему было 52 года. Президент Франклин Д. Рузвельт лично отметил его за храбрость. Фаусту удалось сочинить огромное количество художественных произведений. Его общий литературный труд оценивается от 25.000.000 до 30.000.000 слов. Большинство его книг и рассказов появлялось с головокружительной скоростью, иногда до 12.000 слов за выходные. Новые книги, основанные на журнальных сериалах или ранее не публиковавшиеся, продолжают издаваться и в XXI веке. Кроме того, некоторые его работы в том или ином формате где-то в мире переиздаются каждую неделю каждого года. Фауст создавал первоклассную палп-литературу. Его первый вестерн, «The Untamed» (1919), был опубликован в серийной форме, начиная с декабрьского номера журнала All-Story за 1918 г. Это определило курс для большей части его художественных произведений. До Фауста вестерн-литература была связана с аурой реализма и историческим контекстом. Фауст же не интересовался этими вещами. Его запад был поэтизированным местом с редкими отсылками на конкретные времена или места. Он использовал идею жестокой пограничной Америки как почти абстрактную обстановку для пересказов древних эпосов и классических мифов. Герой «The Untamed», таинственный юноша Дэн Барри, явно связан с «великим богом Паном». В романе «Trailin'!» (1919) используется история Эдипа, в «Pillar Mountain» (1928) — миф о Тесее, а «Hired Guns» («Наёмник», 1923) — это вестерн-версия «Илиады» Гомера. Характерно, что когда редакторы Фауста отправили его в путешествие на запад, чтобы он пропитался местной атмосферой, писатель почти всё время проводил в гостиничном номере, сочиняя ещё больше своих неаутентичных и феноменально популярных вестернов. Возможно, его классическое влияние, а также литературные способности являются частью причины успеха Фауста в жанровой художественной литературе. Также его произведения очень кинематографичны — Фауст создал вестерн-персонажа Дестри, показанного в нескольких экранизированных версиях, а его персонаж доктор Килдэр был адаптирован для кино, радио, телевидения и комиксов.

## Произведения в русском переводе
- «Бандит с Черных Гор» — Дюк отсидел в тюрьме положенное и возвращается к невесте. Но девушка предпочла другого, денег нет, и он нанимается телохранителем к напуганному хозяину ранчо, которого постоянно обкрадывают бродяги-бандиты с Черных Гор
- Бледнолицый шаман
- Вне закона
- Возвращение Дестри
- Возмутитель спокойствия
- Всадники равнин
- Джинго
- Джон Кипящий Котелок
- Долина Счастья
- Дорогой мести
- Золотая молния
- Игрок
- Король поднебесья
- Лонгхорнские распри
- Месть фермера
- Мчащиеся мустанги
- Наёмник - В долине Глостер нескончаемая война, которая длится уже почти десять лет. И остановить ее предстоит великому Билли Буэлу.
- Неуловимый бандит
- Новичок
- Ночной всадник
- Одиночка — Джек
- Опасная игра
- Остаться в живых
- Парень с границы
- Песнь бича
- Пограничные стрелки
- «Поющие револьверы» — шериф должен отловить бандита, который уже несколько лет совершает грабежи, и сам живёт дикарем в горах, заросший бородой. Но события поворачиваются так, что шериф предпочитает помочь преступнику начать новую честную жизнь и под чужим именем поселяет в своем доме.
- «Семь троп Питера Куинса» — сын известного преступника вырастает сиротой в чужом доме, вечно помня о своем происхождении. Достигнув молодого возраста, он также совершает преступление, и вынужден скрываться в Мексике, где он сталкивается с бандитом по прозвищу Тигр.
- След в ущелье Тимбэл
- Смертельная погоня
- Тропа Джексона
- Тропой дружбы
- Улыбка сорвиголовы
- Чужак

## Избранные экранизации
Всего существует около 50 фильмов по книгам писателя. Наиболее известные из них:
- «Дестри снова в седле», Стюарт, Джеймс (актёр), Марлен Дитрих
- Серия фильмов про доктора Килдара (Dr. Kildare)